# ملی‌گرایی الجزایری

پرچم الجزایر

ملی‌گرایی الجزایری (عربی: قومية جزائرية) عبارت است از افتخار به ملیت و فرهنگ الجزایری با تأکید بر اینکه الجزایری‌ها یک امت و ملت واحد هستند که با وحدت آحاد این ملت تقویت می‌شود. اولین بار بعد از جنگ جهانی اول در دوره اشغال الجزایر توسط فرانسه جنبش‌های ملی‌گرایانه در الجزایر هویدا شد، این جنبش‌ها منجر به شعله‌ور شدن جنگ استقلال الجزایر در سال ۱۹۵۴ شد، این جنبش‌ها دارای دو ماهیت سیاسی جدا از هم بود، دسته و گروه اول این جنبش‌ها ماهیت اصلاح‌طلبانه داشت و دسته و گروه دوم جدایی‌طلبان بودند که خواستار استقلال و جدایی الجزایر از فرانسه بودند، ملیت الجزایری از «بن بادیس» کسی که به مخالفت با استعمار فرانسه در الجزایر برخاست الهام و سرچشمه گرفته‌است:
«همانا امت اسلامی الجزایر فرانسوی نیست و نمی‌تواند که فرانسوی باشد و نمی‌خواهد که فرانسوی بشود ولو اینکه اراده هم بکند نمی‌تواند فرانسوی بشود، بلکه ملت الجزایر تفاوت زیادی با ملت فرانسه از بابت زبان، اخلاق، اصالت و جوهر و دین دارد و نمی‌خواهد با ملت فرانسه ادغام و یکی شود. برای ملت الجزایر وطن و خاک مشخصی و معینی وجود دارد که عبارت است از کشور الجزایر با مرزهای مشخص شده‌اش در حال حاضر»

## تاریخچه

### جنگ جهانی اول

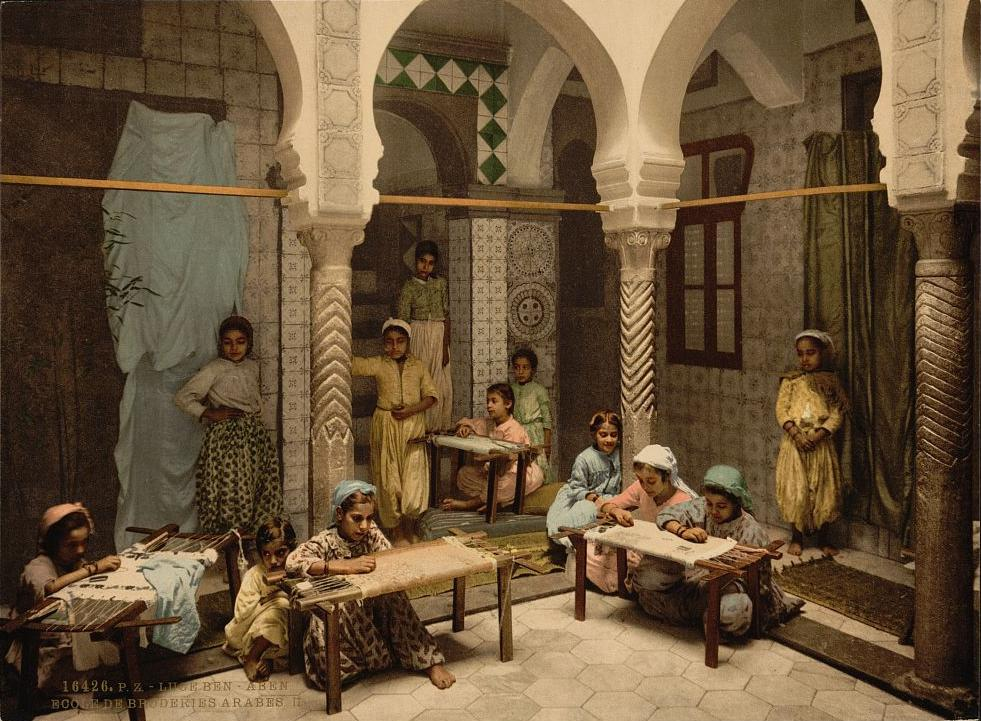
مدرسه گلدوزی در الجزایر، اواخر قرن نوزدهم

در زمان جنگ جهانی اول نسل جدیدی از رهبران مسلمان در الجزایر ظاهر شد و در سال‌های ۱۹۲۰ و ۱۹۳۰ به بلوغ رسید. آن‌ها هر چند گروه کوچکی بودند ولی گروهی بودند مؤثر و تأثیرگذار از روشنفکران و دیگر الجزایری‌ها که آرزوها و آمالشان را از درون و ادراک خودشان و در خلال تجربیات جنگی و کشورشان شکل داده بودند. همچنین گروهی از اصلاح‌طلبان و دانشمندان دینی نیز در این دوران گردهم آمدند. برخی از این افراد از اعضای چند خانواده مسلمان ثروتمند بودند که با سختی و صعوبت در نظام استعماری در دهه ۹۰ قرن نوزدهم توانسته بودند از آموزش فرانسوی بهره ببرند، امری که آرزوی روشنفکران و نیروهای ترقی‌خواه الجزایری بود، علاوه بر این دیگرانی هم بودند از جمله ۱۷۳٬۰۰۰ الجزایری که در جنگ جهانی اول در ارتش فرانسه خدمت کردند یا صدها هزار نفر دیگر که با کار کارخانه‌های صنایع نظامی فرانسه به جنگ‌های فرانسه کمک کردند. بسیاری از الجزایر پس از سال ۱۹۱۸ در فرانسه باقی ماندند و پولی را برای بستگان در الجزایر ارسال کردند. در فرانسه آن‌ها از استاندارد زندگی بالاتر از آن چیزی که در کشور خودشان بهره‌مند بود برخوردار شدند و بالاتر از آن به شناخت مفاهیم سیاسی و دموکراسی که فرانسوی‌ها در فرانسه از آن برخوردار بودند، رسیدند و فهمیدند که جامعه فرانسه و ارتش و سربازان فرانسوی و همین‌طور بوروکرات‌های فرانسوی اجرای همین دموکراسی که خودشان دارند، برای اکثریت مسلمان الجزایری رد می‌کنند. کما اینکه برخی از الجزایری‌ها به شناخت و آگاهی از ناسیونالیسم رو به رشد عرب در خاورمیانه آگاه شدند.

### جنبش‌های سیاسی

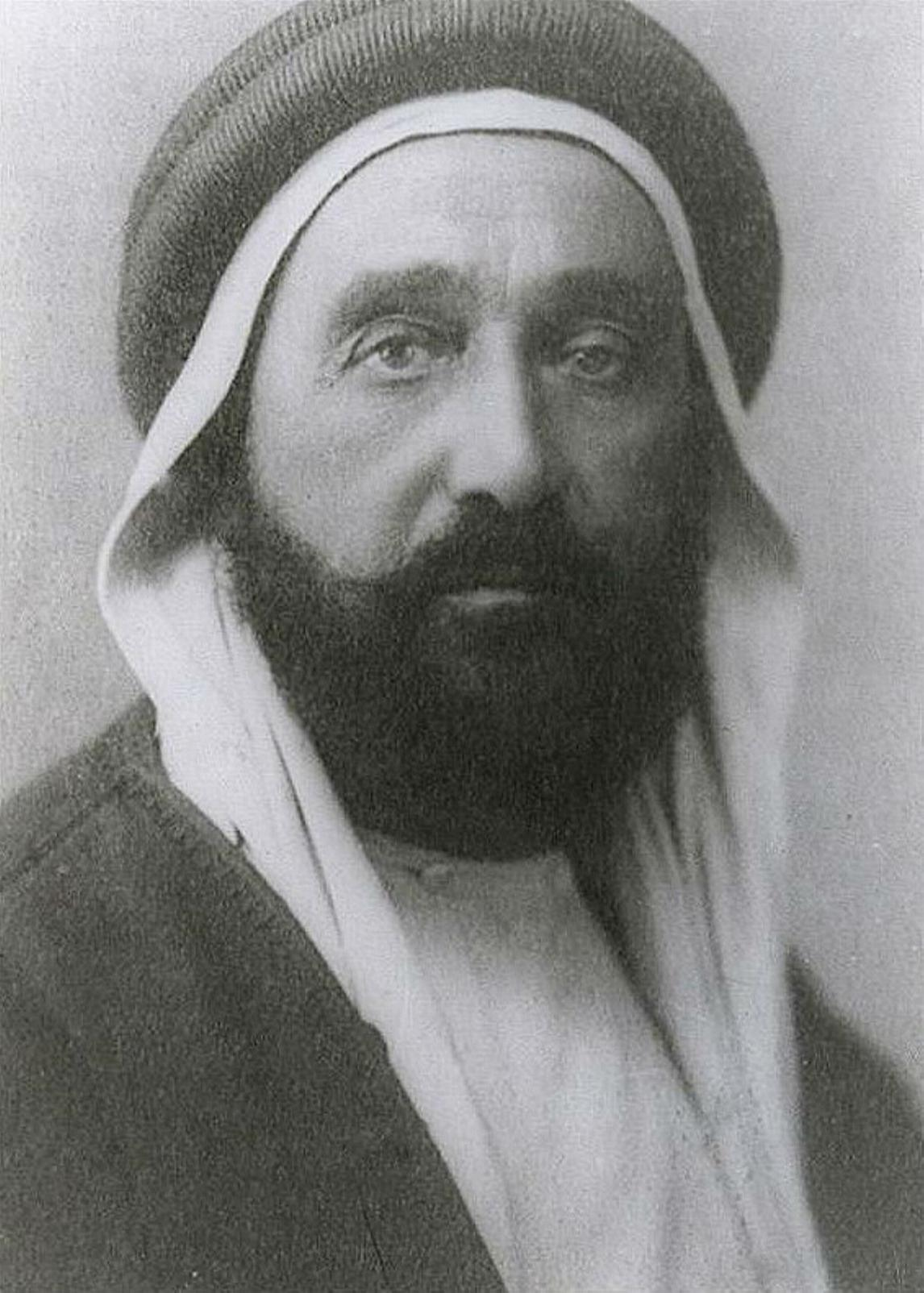
امیر خالد

یکی از قدیمی‌ترین جنبش‌های اصلاحات سیاسی یک گروه متحد شده، جوانان الجزایری بود. اعضای آن از نخبگان تحصیلکرده طبقه متوسط تشکیل شده بود که از این فرصت برای اثبات این که آن‌ها فرانسوی و مسلمان هستند خواستند استفاده بکنند. در سال ۱۹۰۸ آن‌ها به جرج کلمنسو، نخست‌وزیر فرانسه، یک دادخواست دادند که تحت شرایط فعلی آن‌ها با سیاست پیشنهاد شده برای استخدام مسلمانان الجزایر در ارتش فرانسه، مخالف هستند. با این حال و اگر دولت شهروندی کامل را به مسلمانان اعطا می‌کرد، دادخواست ادامه می‌یافت، اما مخالفت با سربازگیری به پایان می‌رسید. در سال ۱۹۱۱، علاوه بر درخواست تقاضای تنظیم رابطه بهتر با «عناصر فکری در کشور»، این گروه درخواست کرد که دولت به مالیات‌های نابرابر پایان دهد، حق انتخاب مدارس بیشتری را برای آن‌ها بدهد، از مالکیت طبیعی محافظت کند. الجزایرهای جوان صدای بزرگی در جنبش اصلاحات در مخالفت با سیاست‌های استعماری فرانسه بودند، که در سال ۱۸۹۲ آغاز شد و تا شعله‌ور شدن جنگ جهانی اول ادامه داشت، جنگی که در آن تعداد زیادی از مسلمانان شرکت کرده و برای فرانسه جنگیدند و کشته شدند، چارلز کلمانسو که یک اصلاح‌طلب بود شارل گونارت را به عنوان فرماندار عام در الجزایر برگزید. این انتخاب منجر به اصلاحات ۱۹۱۹، به نام قانون گونارت گردید، منجر به گسترش تعداد رای‌دهندگان مسلمان به ۴۲۵۰۰۰ رای‌دهنده شد. این قانون همچنین تمامی آراء مقامات قضایی را تحت عنوان قانون والدین تحقیرآمیز لغو کرده‌است.
رهبر مردمی در الجزایر پس از جنگ خالد هاشمی، نوه عبدالقادر و یک عضو از جوانان الجزایری بود، هرچند او با برخی از اعضای این گروه در پذیرش قانون جونارت اختلاف داشت. بعضی از جوانان الجزایری‌ها آماده بودند در چارچوب اصلاحاتی که شاهزاده خالد هاشمی مشخص نموده بود کار کنند، شاهزاده خالد، همان‌طور که معروف بود، به دنبال به نتیجه رساندن برنامه کامل جوانان الجزایری بود. او توانست در انتخابات پایتخت الجزایر به پیروزی برسد وی در سخنرانی سیاسی خود با دعوت به اصلاحات و مساوات کامل روح تازه‌ای را در جنبش اصلاحات دمید. اما در آغاز سال ۱۹۲۳ از مبارزه خسته شده بود لذا الجزایر را ترک کرد و سپس در نهایت این حرکت و نبرد در دمشق از کار سیاست کناره گرفت.
در سال ۱۹۲۶، برخی از الجزایری‌های جوان تشکیل اتحادیه رای‌دهندگان بومی (Fédération des Élus Indigènes, FEI)، جایی که بسیاری از اعضای گروه سابق به دایره مسلمانان واجد شرایط برای اداره امور عمومی کارهای این اتحادیه به آن پیوستند. اهداف اتحادیه عبارت بودند از جذب نمایندگان در جامعه فرانسه، با شهروندی کامل، اما بدون تسلیم وضعیت شخصی خود به عنوان مسلمانان و در نهایت ادغام الجزایر به عنوان یک استان کامل در فرانسه. اهداف دیگر عبارت بودند از حقوق مساوی برای کار برابر برای مقامات دولتی، لغو محدودیت‌های سفر به فرانسه و لغو قانون والدین (که بعد از الغای آن براساس قانون گونارت، مجدداً صادر شده بود) و اصلاحات انتخاباتی.

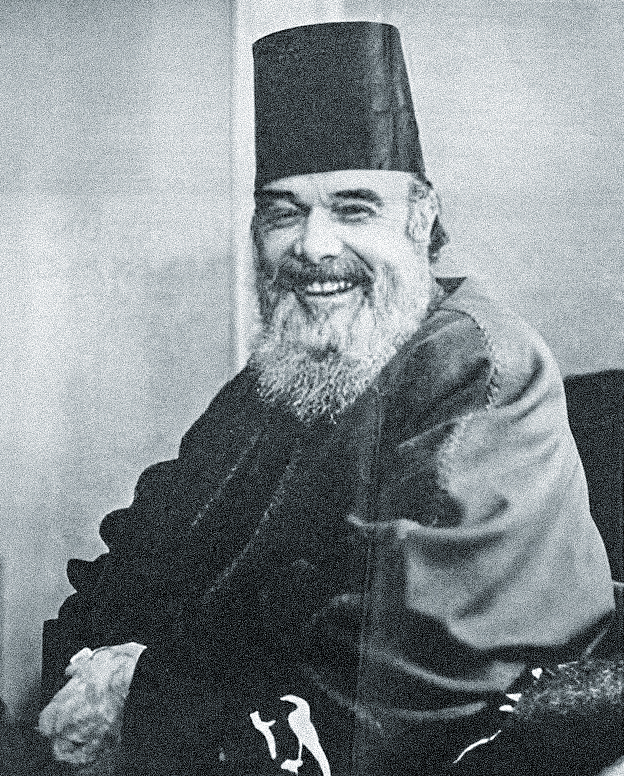
حاجی مسالی

گروه اول خواستار استقلال الجزایر بود نام این گروه «ستاره آفریقای شمالی» بود. این گروه ابتدا گروهی همبستگی بود که در سال ۱۹۲۶ در پاریس تشکیل شد تا فعالیت سیاسی میان کارگران شمال آفریقا را در فرانسه هماهنگ کند و از «منافع مادی، اخلاقی و اجتماعی مسلمانان در شمال آفریقا» دفاع کند. در میان رهبران این گروه، عده ای از اعضای حزب کمونیست فرانسه و اتحادیه کارگری وابسته به این حزب حضور داشتند. در سال‌های اولیه مبارزه برای استقلال، حزب کمونیست حمایت مادی و اخلاقی را فراهم کرد. گروه ستاره آفریقای شمالی علاوه بر استقلال از فرانسه، خواستار آزادی مطبوعات و تشکیلات اجتماعات و تظاهرات، پارلمان انتخاب شده از طریق رأی عمومی، مصادره املاک بزرگ و تأسیس مدارس عرب شد. گروه ستاره آفریقای شمالی برای اولین بار در سال ۱۹۲۹ ممنوع شد، لذا بعد از آن به کار زیرزمینی تا سال ۱۹۳۳ روی آورد، در این سال بود که مجدداً خود را توسط رئیس آن مسالی حاج سازماندهی و بازسازی کرد، در این سال دبیرکل گروه ایماش عمار و مسئول صندوق و مالی گروه با بلقاسم رجف بود. روزنامه «الأولما» که ارگان گروه بود تیراژش به ۴۳۵۰۰ نسخه در روز رسید. مسالی حاج تأثیر زیادی بر روی ملی‌گرایی عربی روی دروزی لبنانی شکیب ارسلان بدور از کمک حزب کمونیست داشت، بطوریکه باعث شد حزب کمونیست به گروه ستاره آفریقای شمالی حمله بکند. مسالی حاج بعد از آن به الجزایر بازگشت به سازماندهی کارگران شهری، کشاورزان و دهقانان پرداخت، وی در سال ۱۹۳۷ تأسیس حزب خلق الجزایر (حزب خلق الجزایری) را بنیان‌گذاری نمود تا با بسیج طبقه کارگر الجزایری در خود الجزایر و در فرانسه به بهبود وضعیت شان از طریق عمل سیاسی بپردازد. برای مسالی الحاج، که موافقت نامه خرید قدرت را با دست آهن به تصویب رساند، این اهداف از مبارزه برای یک الجزایر مستقل که ارزش‌های سوسیالیستی و اسلامی را جذب می‌کند، قابل تشخیص نبود.

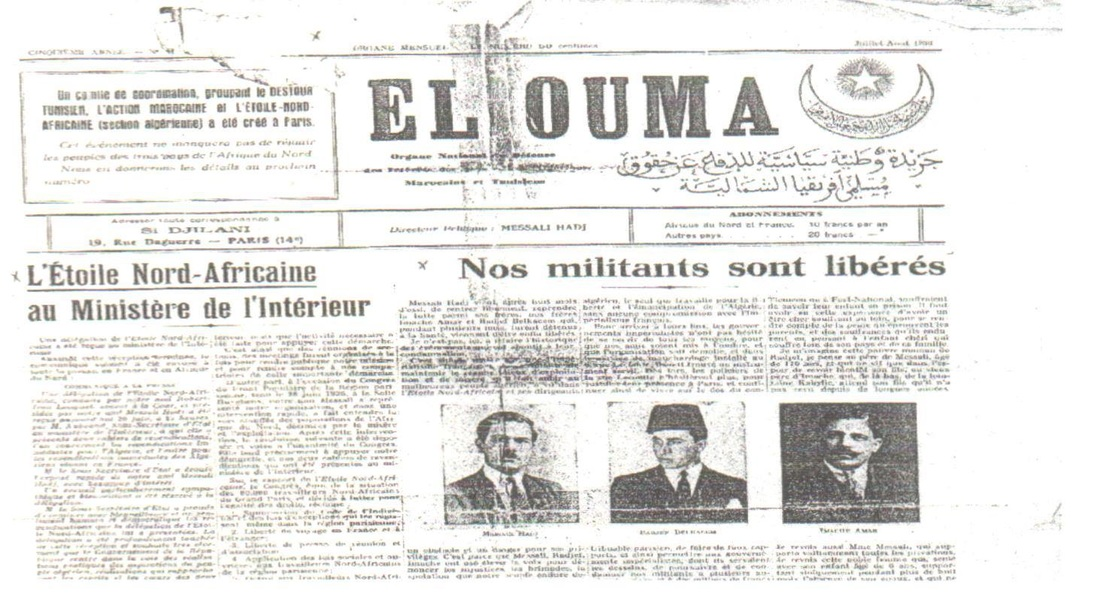
کپی روزنامه الوومه (تاریخ ناشناخته) ستاره شمال آفریقا

جنبش اصلاحات اسلامی در الجزایر از اصلاح طلبان مصری محمد عبدو و محمد رشید رضا الهام می‌گرفت و بر ریشه‌های کشورهای عربی و اسلامی تأکید داشت. در دهه ۲۰ قرن بیستم بزرگان و اندیشمندان اصلاح‌طلبی، علمای دین را از بابت پاکسازی دین اسلام و بازگشت به قرآن و سنت گرامی داشته و ستودند. اصلاح‌طلبان ترجیح می‌دادند روش‌های متداول و بروز را برای اندیشیدن و تحقیق به کار گیرند، آن‌ها خرافه‌ها و شیوه‌های عامیانه در حومه شهرها و روستاها و اقداماتی که باعث می‌شد آن‌ها رودروی مبارزین و رزمندگان قرار بگیرند را رد می‌کردند. اصلاح طلبان مجلات و کتاب‌های خاص و مورد علاقه خودشان را منتشر کردند، آن‌ها اقدام به ایجاد مدارس آزاد و مدرن اسلامی که بر زبان و فرهنگ عربی تأکید داشت را به عنوان یک جایگزین برای مدارسی که توسط مسلمانان برای سال‌ها از طرف فرانسه آن‌ها را اداره می‌کردند، ارائه نمودند. تحت رهبری پویا و بالنده عبدالحمید بن بادیس، اندیشمندان اصلاح‌طلب الجزایر انجمن پژوهشگران و اندیشمندان مسلمان را در سال ۱۹۳۱ سازمان دادند. علیرغم پشتیبانی که از آن‌ها به‌طور متمرکز در قسطنطنیه شد، گروه و جمعیت اوما یک گروه و جمعیتی بود که ارتباطات و روابط خیلی محکمی با سازمان‌های ملی دیگر نیز داشت توانست بیشترین اعتبار را در میان مسلمانان کسب کند. در زمانیکه اصلاح‌طلبان محبوبیت و نفوذ به دست می‌آوردند، در پاسخ به این محبوبیت و نفوذ اجتماعی، مقامات استعماری در سال ۱۹۳۳ با اجازه ندادن به تبلیغات و سخنرانی، آن‌ها در مساجد رسمی پاسخ دادند. این اقدام و موارد مشابه دیگر باعث برانگیخته شدن مجموعه ای از اعتراضات و اغتشاشات دینی پراکنده‌ای برای سال‌های متمادی شد.

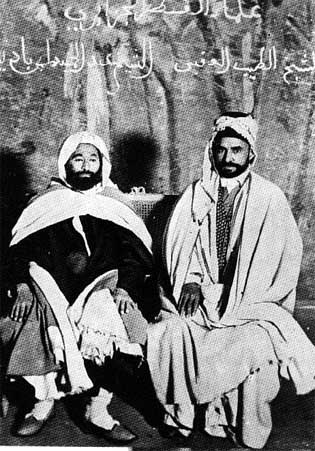
بن بدیس (سمت چپ) و طیب العقبی (سمت راست)

توانایی و اعتبار اروپا به میزانی روی جنبش‌های اسلامی در الجزایر متأثر بود برای اینکه فرحات عباس و مسالی حاج با اینکه نظرهای مخالفی با نظرهای اروپایی داشتند ولی اساساً سمت و توجه‌شان به فرانسه به عنوان نمونه و الگوی یک ایدئولوژی سکولار بود. اما بن بدیس معتقد بود که "اسلام دین ما است، زبان عربی زبان ما است، الجزایر میهن ما است". این رویکرد باعث شد که فرحات عباس تا فلسفه ادغام لیبرالی با فرانسه را در مخالفت با ادعاهای ناسیونالیستی مطرح نماید و به انکار هویت مستقل الجزایر در سال ۱۹۳۶ بپردازد. اما بن بادیس پاسخ داد که او نیز به گذشته نگاه کرده بود، و متوجه شده و دریافته‌است که "این یک دولت الجزایری است نه فرانسوی و نمی‌تواند فرانسوی باشد، و نمی‌خواهد فرانسوی باشد … [اما] دارای فرهنگ، سنت و ویژگی‌های خاص خودش می‌باشد، خوب یا بد، مثل همه کشور دیگر روی کره زمین که هم فرهنگ و خصوصیات خوب یا بد دارند. "او با این استدلال با حکومت استعماری فرانسوی به مخالفت برخاست.
با این حال، استعمار هر حرکتی را به سمت اصلاحات رد کرد، چه از طرف سازمان‌های وابسته یا از طرف سازمان‌های ملی‌گرا آغاز شد. واکنش‌ها و پاسخ‌ها در پاریس به ملی‌گرایان به واکنش‌های متفاوتی تقسیم شد. در دهه سی از قرن بیستم، لیبرال‌های فرانسه کانال و مجرایی جز کانال ایفولویز به عنوان یک کانال محتمل برای گسترش قدرت سیاسی در الجزایر نمی‌یابند، این باعث شد که طوری وانمود شود که مسالی حاج و گروه اوما با ظاهری دینی یک نیروی آزادیخواه و دموکراسی‌طلب می‌باشد. با این حال، در همه اوقات و زمان‌ها دولت فرانسه با مخالفت رهبران جامعه اروپایی حتی رهبران مستقل و بدون وابستگی حزبی در الجزایر برسر دادن قدرت به مسلمانان مواجه شده‌است. کولون‌های فرانسوی در الجزایر همچنین دارای متحدان قوی و قدرتمندی در مجمع ملی فرانسه و بوروکراسی فرانسه و نیروهای مسلح و جامعه کارگری بود، این پشتیبانی قوی و قدرتمند باعث تقویت کولون‌ها و جامعه فرانسوی و اروپایی در الجزایر می‌شد تا به تقویت و محکم کردن تسلط کامل خودشان بر اداره امور و پلیس در الجزایر اقدام نمایند.

## طرح فیولیت

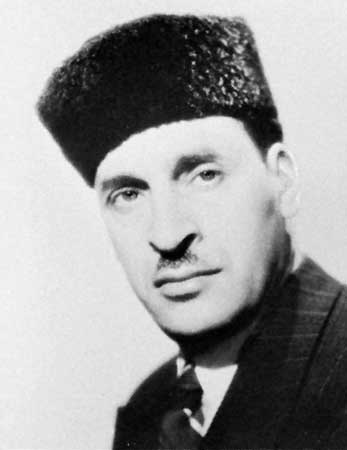
فرحات عباس

بحران‌های اجتماعی، سیاسی و اقتصادی رو به افزایش در الجزایر برای اولین بار منجر به شعله‌ور شدن و گر گرفتن جدایی‌های قدیمی و جدید در حال ظهور از جامعه اصلی و شرکت در اعتراض‌های سیاسی در خلال سال‌های ۱۹۳۳–۱۹۳۶ گردید. دولت با قوانین محدودکننده تر و سخت‌تر توانست نظم عمومی و امنیتی را برقرار سازد. در سال ۱۹۳۶، سوسیالیست فرانسوی لئون بلوم به عنوان نخست‌وزیر دولت جبهه خلق برگزیده شد. وی موریس فیولیت را به عنوان وزیر امور خارجه، منصوب نمود. اندیشمندان و اصلاح‌طلبان در گروه ستاره آفریقای شمالی مسالی حاج در ماه ژوئن ۱۹۳۶ دریافتند که موقعیت جدیدی در پاریس ایجاد شده‌است که از اقدامات آن‌ها پشتیبانی می‌کند، لذا با احتیاط کامل به اتحادیه پیوستند. نمایندگان این گروه‌ها و اعضای حزب کمونیست الجزایر در الجزیره در سال ۱۹۳۶، در اولین کنگره اصلاح طلبان مسلمان الجزایری شرکت کردند. در این کنگره یک منشور جامع تصویب گردید که خواستار لغو قوانینی بود که اجازه استثناسازی و ادغام سیاسی الجزایر و فرانسه را می‌داد، علاوه بر این خواستار حفظ وضعیت حقوقی و قانونی مسلمانانی بود که توانسته بودند تابعیت فرانسوی را بدست بیاورند شدند، آن‌ها همچنین خواستار یکپارچه‌سازی بین آموزش و پرورش اروپا و دستگاه حکومتی، آزادی استفاده از زبان عربی در آموزش و پرورش و روزنامه‌نگاری، حقوق و دستمزد برابر در مقابل کار برابر، اصلاحات ارضی، ایجاد یک کالج انتخاباتی و انتخابات عمومی شدند.
بلوم و فیولیت به هیئت نمایندگی کنگره در پاریس خوش آمد گفت و اعلام کرد که بسیاری از خواسته‌های آن‌ها می‌تواند تحقق یابد. در همان زمان، فیولیت به دولت بلوم پیشنهاد گسترش حق شهروندی فرانسوی با برابری کامل سیاسی به گروه‌های خاصی از «نخبگان» مسلمان را داد، از جمله فارغ التحصیلان دانشگاه‌ها و مقامات منتخب، افسران نظامی و صاحبان حرف و کارآفرینان. مسالی حاج در این پیشنهاد وسیله و رویکرد استعمار جدید را مشاهده کرد که می‌خواهد بین نخبگان و روشنفکران الجزایر و توده مردم تفرقه و جدایی ایجاد نماید. برخوردها و رویکردها و مواضع در قبال این پیشنهاد از طرف اعضای شرکت‌کننده مانند اندیشمندان اصلاح طلب، اتحاد بین‌المللی بزرگان، سوسیالیست‌ها و… در این کنگره متفاوت بود. محمد بنجلول و فرحات عباس به عنوان سخنگویان ایفولویز اینطور مشاهده کردند که این طرح یک گام بزرگ به سمت دستیابی به اهداف خودشان و کوشش‌های خود شان از طریق اتحادیه بین‌المللی پارلمان‌های لیبرال، برای به دست آوردن حمایت گسترده از سیاست ادغام الجزایر با فرانسه است. اما به‌طور غیرمنتظره، کولون (جامعه فرانسوی و اروپایی در الجزایر) بر روی استثنایی که در این طرح آمده بود سوار شد و هر چند پروژه اعطای حقوق شهروندی فرانسوی و دادن حق رأی مستقیم تنها ۲۱ هزار مسلمان را در بر می‌گرفت، بعلاوه چند هزار نفر در هر سال، سخنگویان به اسم کولون‌ها طوری موضع‌گیری و وانمود کردند که گویا این طرح اکثریت مسلمان را در برمی‌گیرد، مسئولین کولون‌ها و پشتیبانان آن‌ها عواقب این کار را به گردن این قانون انداختند با توجه باین موضعگیری‌ها دولت حمایت کمی از این طرح نمود و همین رویکرد بود که منجر به شکست نهایی این طرح گردید.
در حالی که این طرح هنوز یک طرح زنده و فعال می‌باشد، با این حال، مسالی حاج به‌طور دراماتیکی به الجزایر بازگشت و توانست یک موفقیت بزرگ محلی در جذب افراد به گروه ستاره آفریقای شمالی به دست بیاورد. نشانه موفقیت او این حقیقت بود که در سال ۱۹۳۷ دولت گروه ستاره آفریقای شمالی را از منحل اعلام کرد. در همان سال، مسالی حاج قرارداد خرید نیرو را سازمان داد، که برنامه معتدلی بود، اما او و تعداد دیگری از رهبران حزب مردم پاکستان پس از یک تظاهرات بزرگ در پایتخت الجزایر دستگیر شدند. هرچند مسالی حاج سال‌های بسیاری را در زندان به سر برد، اما حزب او تا زمانی که در سال ۱۹۳۹ ممنوع اعلام شد از حمایت گسترده از تمام گروه‌های مخالف برخوردار بود.
شکست این رؤیاها و آرزوها به دلیل شکست طرح فیولیت، فرحات عباس موضع خود را کامل تغییر داد و از ایفولویس بیرون کشید و خواستار ادغام کامل الجزایر با فرانسه شد و خواستار تغییر و تحول الجزایر مسلمان در ارتباط مطمئن و کامل با فرانسه بشرط باقی ماندن بر نژاد و زبان و رسم و رسوم خودش شد. هدف وی که برآن بسیار اصرار داشت برای برخورداری از برابری سیاسی و اجتماعی و اقتصادی بیشتر با جامعه فرانسوی و اروپایی مستقر در الجزایر بود. با ورود به سال ۱۹۳۸ همکاری بین طرف‌های مختلف شروع شد که خود این موضوع باعث شکل‌گیری انشعاب و جدایی در جریانات تشکیل دهنده کنگره گردید.

## قطب‌بندی و سیاست
مسلمانان الجزایری در آغاز جنگ جهانی دوم در کنار فرانسه قرار گرفتند همان‌طور که در جنگ جهانی اول در کنار فرانسه جنگیدند. شکست سریع فرانسه از آلمان نازی و استقرار رژیم ویشی همدست آلمانی‌ها در فرانسه، که به طورکلی با جامعه فرانسوی و اروپایی در الجزایر موافق و همدرد بود، نه تنها این حکومت باعث تشدید مشکلات برای مسلمانان گردید بلکه باعث سازماندهی و شکل‌گیری یک تهدید شوم برای یهودیان در الجزایر گردید. مدیریت کشور از طرف ویشی در الجزایر به شدت قوانین ضد سامی (عربی) که حکومت ویشی وضع کرده بود را در الجزایر به اجرا می‌گذاشت، حکومت ویشی اقدام به لغو تابعیت فرانسوی یهودی‌های الجزایری نمود. علاوه بر این اقدم به دستگیری تمامی رهبران مخالف احتمالی در همه جوامع از اروپایی گرفته تا مسلمانان نمود.
نیروهای بریتانیایی و آمریکایی به همراه نیروهای متفقین اقدام به فرود نیروی چترباز در مغرب نمودند، این عملیات که بخشی از عملیات شعله تحت فرمان ژنرال آیزنهاور بود توانست بعد از دو روز مقاومت شدید توسط نیروهای فرانسوی پایتخت الجزایر و هران را تصرف نموده، در تاریخ ۱۱ نوامبر آدمیران فرانسو دارلان فرمانده کل نیروهای ویشی در آفریقا فرمان به آتش‌بس در شمال آفریقا را صادر نمود، بدینوسیله الجزایر محل آماده‌سازی حمله نیروهای متفقین به تونس گردید، در ابتدای جنگ جهانی دوم مانند جنگ جهانی اول مسلمانان الجزایری در کنار نیروهای فرانسوی قرار گرفته و وارد جنگ با آلمان شدند، نیروهای آلمان نازی توانستند سریع فرانسه را شکست بدهند و در فرانسه حکومت ویشی را مستقر کنند، حکومت ویشی در الجزایر در سمت جامعه فرانسوی و اروپایی کولون‌ها قرار گرفت، ولی حکومت ویشی نه تنها برای مسلمانان باعث افزایش صعوبت و سختی بود بلکه برای یهودی‌های الجزایر نیز تهدید شومی محسوب می‌شد کما اینکه با زور و فشار اقدام به پیاده کردن و اجرایی کردن قوانین ضد نژاد سامی که ویشی مقرر ساخته بود نمود، تابعیت فرانسوی یهودی‌های الجزایری را ملغی نمود و هرکسی را که شک می‌کرد که از رهبران مخالفین است چه در جامعه اروپایی ساکن الجزایر و چه مسلمانان الجزایری دستگیر می‌نمود.
بعداز سقوط رژیم ویشی در الجزایر، ژنرال هنری جیرود فرمانده نیروهای فرانسه آزاد در شمال آفریقا علیرغم مخالفت افراطیون کولون (جوامع اروپایی و فرانسوی در الجزایر) با کندی اقدام به الغای قوانین سرکوبگرانه نظام ویشی در الجزایر نمود، همچنین از نیروهای مسلمان درخواست کرد که با پیوستن به صفوف نیروهای متفقین آن‌ها را تقویت نمایند. در پاسخ به این درخواست فرحات عباس و ۲۴ تن دیگر از رهبران مسلمان اعلام کردند که الجزایری‌ها آماده جنگ هستند برای آزادی وطنشان، این ترکیب از کنگره نمایندگان مسلمانان درخواست کردند که موسسات سیاسی و اقتصادی ساکنین اصلی الجزایر بایستی متحول شده، ولی از طرف دیگر ژنرال جیروکه توانسته بود ۲۵۰ هزار مرد جنگی را برای حمله به ایتالیا سرجمع نماید این پیشنهاد را رد کرد زیرا رأی وی بر این بود که این پیشنهاد یک پیشنهاد سیاسی است و بایستی منتظر پایان جنگ بود.
در مارس ۱۹۴۳ فرحات عباس که از سیاست جذب به عنوان یک آلترناتیو و جایگزین برای نوشتن سرنوشت الجزایر عقب کشیده بود، طی یک بیانیه بنام ملت الجزایر خطاب به مسئولین فرانسه صادر کرد، این بیانیه با ۵۶ امضا از طرف رهبران نیروهای ناسیونالیست و ملی الجزایر صادر گردید. این بیانیه اول به مشکلات سابق و فعلی و قابل تصور و پیش‌بینی در نظام استعماری می‌پردازد و در ادامه درخواست مشخص کردن یک قانون اساسی برای الجزایر که متضمن مشارکت فوری و فعال و برابری قانونی برای مسلمانان باشد را می‌نماید. این بیانیه همچنین درخواست اصلاحات ارضی، اعلام رسمی در مورد زبان عربی به عنوان زبان رسمی الجزایر برابر با زبان فرانسوی، و اعلام رسمی آزادی‌های مدنی و آزادی زندانیان سیاسی از طرف تمامی طرف‌ها را نیز شامل می‌شد.
در این زمان حاکم فرانسوی الجزایر اقدام به تأسیس یک هیئت از مسلمانان و اروپایی‌های سرشناس می‌کند که به بررسی این بیانیه اقدام نمایند. این هیئت اقدام به انتشار یک برنامه تکمیلی برای اصلاحات نمود و آن را برای ژنرال دوگل رهبر جنبش فرانسه آزاد ارسال نمود. برای دوگل و حاکم مشخص شده از طرف وی برای الجزایر ژنرال جرج کاترو، خود انتشار این بیانیه دلیلی بود برای تغییر و ایجاد تحول در روابط دوطرفه دربرگیرنده منافع طرفین بین جامعه اروپایی در الجزایر و جامعه مسلمانان الجزایر، ولی جامعه اروپایی با این بیانیه موافق نبود و اینطور برداشت می‌کرد که اگر با این بیان موافقت کرده و همکاری کند اقلیت اروپایی در یک دولت اکثریت مسلمان حل خواهد شد و از بین خواهد رفت. به‌جای این بیانیه و مفاد آن سیستم اداره‌کننده فرانسوی در الجزایر تصمیم گرفت که با استناد به طرح فیولیت به گروه‌هایی از الجزایری‌ها تابعیت کامل فرانسوی را اعطا کند منجمله به افسران ارتش، فارغ التحصیلات دانشگاه‌ها، مسئولین حکومتی و اعضای سپاه شرف که تقریباً تعداد آن‌ها برابر با ۶۰۰۰۰ نفر بود.
موضوع جدیدی که باعث رد کردن بازگشت به طرح فیولیت از طرف مسلمانان گردید عبارت بود از تغییر موضع فرحات عباس که از درخواست برای ادغام کامل با فرانسه عقب کشید و درخواست تشکیل یک دولت مستقل در همکاری با فرانسه را نمود. فرحات عباس در این دعوت توانست حمایت گروه اوما را بدست بیاورد و در سایه آن توانست گروه دوستان بیانیه و آزادی برای کار در راستای بدست آوردن یک خودمختاری با حقوق متساوی بین الجزایری‌ها و اروپایی‌ها را شکل و سازمان بدهد. در خلال مدت کوتاهی روزنامه آغالیته ادعا کرد که یک عملیات گسترده پولشویی برای ۵۰۰۰۰۰ مشترک انجام شده‌است که بیانگر توجه بی‌سابقه‌ای نسبت به استقلال کشور الجزایر می‌باشد. در همین زمان بیشتر از ۳۵۰۰۰۰ مسلمان الجزایری (از مجموع مسلمانان الجزایری که تعدادشان بالغ بر ۹ میلیون می‌شد) در فرانسه برای کمک به اقوام خودشان در الجزایر کار می‌کردند کما اینکه هزاران نفر دیگر نیز در شهرهای الجزایر مشغول به کار بودند. مسالی حاج و پیمان نامه صلح فلسطینی هر چیزی را بدون دستیابی به استقلال رد کردند.
رهبران ملی برای به حرکت درآوردن اروپا اقدام به برگزاری تظاهرات‌هایی با شعار و دعوت به استقلال و آزادی نمودند، خیلی واضح بود که این تظاهرات و حرکت‌ها منجر به درگیری با نیروهای حاکم می‌گردد. در روز هشتم ماه مه ۱۹۴۵ روز V-E تنش‌های بین جامعه مسلمانان در الجزایر و کولون (جامعه فرانسوی و اروپایی الجزایر) شروع گردید و موج گسترده‌ای از خشونت برای قطب بند کامل کشور را فرا گرفت (اگر این ممکن نباشد پس امکان اصلاح نیز نیست). پلیس خطاب به برگزار کنندگان محلی این تظاهرات‌ها اعلام کرد که آن‌ها نمی‌توانند اقدام به تظاهرات بکنند مگر اینکه هیچ شعار ملی‌گرایانه ندهند و هیچ پلاکارد و بنری که حامل شعار ملی‌گرایانه باشد نداشته باشند. اما برگزارکنندگان این هشدارها را نادیده گرفتند و این منجر به اقدام شلیک از طرف هر دو طرف گردید و باعث کشته شدن تعدادی از نیروهای پلیس و تظاهرکنندگان گردید. این درگیری‌ها گسترده‌تر شد و شعله‌ورتر گردید و منجر به کشته شدن ۱۰۳ اروپایی گردید. موج این خشونت به روستاها نیز کشیده شد و روستائیان به محل سکونت جامعه فرانسوی و اروپایی و همین‌طور ساختمان‌های دولتی حمله‌ور شدند.
ارتش و پلیس به این اقدامات از طریق گواهی‌گیری و امضاگیری طولانی و برنامه‌ریزی شده‌استفاده کردند و علاوه بر این هواپیماهای نظامی اقدام به بمباران محل‌های سکونت مسلمانان نمودند. برحسب آمار رسمی پلیس فرانسه منتشرشده، ۱۵۰۰ مسلمان در نتیجه این تدابیر ضد الجزایری کشته شدند و تخمینی هم زده می‌شود که آمار واقعی بین ۶۰۰۰ تا ۴۵۰۰۰ کشته شدند.
در پی این اعمال خشونت‌بار که در «سطیف» اتفاق افتاد، ۵۴۶۰ مسلمان دستگیر شدند منجمله فرحات عباس و تعداد زیادی از اعضای حکومت یا رهبری جنبش که جزو دستگیرشدگان بودند. فرحات عباس اعلام نارضایتی از این قیام و شورش نمود ولکن او سرکوبی راکه در الجزایر در جریان بود بازگشت به جنگهای صلیبی تشبیه نمود. در آوریل سال ۱۹۴۶ بار دیگر فرحات عباس بر مواد بیانیه کنگره نیروهای ملی الجزایر تأکید نمود و همزمان اتحاد دموکراتیک برای بیانیه الجزایر را بنیان نهاد، عباس درخواست کرد که یک جمهوری سکولار و دموکراتیک و متحد با فرانسه در الجزایر برپا گردد. در همین حین مسالی حاج به الجزایر برگشت و جنبش پیروزی آزادی‌های دموکراتیک را پایه‌ریزی نمود، موضوعی که باعث تشدید در قطب بندی طیف‌های مختلف در جامعه گردید. مسالی حاج ملتزم به استقلال کامل الجزایر گردید و به شدت از طرح فرحات عباس انتقاد نمود، ولیکن بعضی از اعضای سابق در پیمان نامه صلح کامل معتقد بودند که امکان دستیابی به استقلال نیست مگر به وسیلهٔ نیروهای نظامی و عملیات‌های نظامی. در سال ۱۹۴۷ در ارتفاعات اوریس و کابیلی هسته‌های مقاومت مسلحانه به فرماندهی حسن آیت احمد شکل گرفت و شروع به سازماندهی کرد، هدف این هسته‌ها عبارت بود از اقدام به عملیات تروریستی تا زمانی که حاکمان فرانسوی اقدام به سرکوب اعتراضات سیاسی می‌زنند، مگر اینکه دست از این اقدامات برداشته و با این موضوع در کادر قانون برخورد نماید. احمد بن بلا یکی از رهبران نیروهای ملی در الجزایر بود و بعد از مدتی جانشین حسن آیت احمد گردید.
جمعیت ملی با پیشنهاد ایجاد قانون اساسی الجزایری که در ماه اوت ۱۹۴۷ پیشنهاد گردیده بود موافقت نمود. این قانون خواستار ایجاد یک پارلمان الجزایری را داده بود که در آن نمایندگان مسلمانان شایسته و اروپایی‌ها و همین‌طور نمایندگان ۸ میلیون مسلمان دیگر در آن گرد هم بیایند. کما اینکه این قانون اساسی شهرداری‌ها و شوراهای شهر مختلط را از بین برد و به جای آن شوراهای محلی منتخب را جانشین ساخت، این قانون حکومت نظامی در صحرای الجزایر را ملغی ساخت و اعلام نمود که زبان عربی نیز زبان رسمی در الجزایر مانند زبان فرانسوی می‌باشد، این قانون پیشنهاد حذف زن مسلمان را از انتخابات نیز داده بود. نمایندگان مسلمانان و هم جوامع فرانسوی و اروپایی از رأی دادن به هر قانونی که ضد قانون اساسی بود به دلایل کاملاً متفاوت خودداری کردند.
این انتخابات که برای گروه مسالی حاج پیروزی و دستاورد بزرگی داشت باعث ترس جوامع فرانسوی و اروپایی در الجزایر گردید و برای همین رهبران سیاسی سعی کردند با سیاست ترس و فریب به نتیجه دلخواه خودشان در اولین انتخابات مجلس الجزایر در سال بعد دست پیدا کنند، بعد از این بود که اصطلاح «الکشن الجیریان» مساوی شد با انتخابات قلابی و دروغین. در این انتخابات گروه مسالی حاج به ۹ کرسی و جریان فرحات عباس به ۸ کرسی و مستقل‌ها به ۵۵ کرسی دست یافتند، این نتایج دو موضوع را بارز کرد اول اینکه نیروهای ملی از طرف مسلمانان رد شدند و دوم اینکه این انتخابات مشخص ساخت که برای مشکلات الجزایر راه حل مسالمت‌آمیزی وجود ندارد.
در دوره نخست این پارلمان الجزایری که جریانات مربوط جوامع اروپایی و فرانسوی بر این دوره از مجلس حاکمیت و سلطه داشتند در یک نوبت یکی از نمایندگان جریان مسالی حاج را در حین دخول دستگیر نمودند و همین باعث گردید که بقیه نمایندگان مسلمانان در اعتراض به اینکار از شرکت در پارلمان خودداری کنند، علاوه بر این فرحات عباس از قبول سخنرانی در مجلس خودداری نمود، در کنار این موضوعات احزاب توانستند به یک ائتلاف موقت دست پیدا کنند و این ائتلاف در یک سیاست مشترک متعهد گردید که نتایج این انتخابات را لغو سازد، نیروهای سوسیالیست و فرانسوی‌های میانه‌رو اقدام به تحقیق در مورد تقلبات صورت گرفته در انتخابات نمودند ولی نمایندگان جوامع اروپایی با اقناع حاکم فرانسوی در الجزایر با این بهانه که تحقیقات باعث ناراحتی و نگرانی مسلمانان می‌گردد آن‌ها را از ادامه کار بازداشتند . انتخابات دوم و جدید هم در سال ۱۹۵۱ مانند انتخابات دور اول در سال ۱۹۴۸ آغشته به تقلب بود.
در سال ۱۹۵۲ تظاهراتی که علیه نیروهای فرانسوی در الجزایر برگزار گردید باعث شد تا مسالی حاج دستگیر شده به و فرانسه فرستاده شود، علاوه بر این باعث تعداد زیادی انشعاب در خود گروه مسالی حاج و فشارهای زیادی برای تضعیف این گروه گردید، کما اینکه این کارها باعث کاهش بسیاری از قدرت این گروه گردید. در این زمان افراطیون جریان‌های وابسته به جامعه فرانسوی و اروپایی در الجزایر از فرصت استفاده کرده و حکومت فرانسه را قانع کردند که بایستی علیه جریان استقلال طلبی موضعی قاطع و شدید داشته باشد و تدابیر سختی را در این زمینه اتخاذ نماید.
در این زمان بن بلا یک گروه زیر زمینی ایجاد نمود که جایگزین سیستم قبلی اداره امور جنبش که توسط پلیس فرانسه در سال ۱۹۵۰ در هم شکسته شده بود، گردید. این هیئت جدید که مرکز آن در قاهره بود. اسم ۹ تن از رهبران تاریخی این هیئت عبارت بودند از حسین احمد آیت، محمد بودیاف، بلقاسم کریم، رباح بیتات، العربی بن مهیدی، مراد دیدوش، مصطفی بن بولعید، محمد خضر و احمد بن بلا که از رهبران جنگ استقلال الجزایر می‌باشند.
در دوره بین مارس تا اکتبر ۱۹۵۴، این هیئت انقلابی شبکه نظامی اش را در الجزایر که شامل ۶ منطقه نظامی بود سازماندهی کرد و فرماندهان این مناطق به اسم فرماندهان و نیروهای داخلی مشهور شدند، در کنار آن بن بلا و آیت احمد نمایندگی خارج را در قاهره سازماندهی کردند. رئیس‌جمهور مصر جمال عبدالناصر آن‌ها را تشویق کرد که باید نیروهای فرانسوی و خارجی از الجزایر اخراج شوند و به آن‌ها کمک نمود تا به سلاح و پشتیبانی مکفی دست یابند. در اکتبر همان سال جبهه آزادیبخش ملی تأسیس شد و بعد از آن هم بازوی نظامی آن به اسم ارتش آزادیبخش ملی برای بدست گرفتن جنگ استقلال در الجزایر سازماندهی گردید.